# Masamitsu Kobayashi
Masamitsu Kobayashi (født 13. april 1978) er en tidligere japansk fodboldspiller.
Han har spillet for flere forskellige klubber i sin karriere, herunder FC Tokyo og Sagan Tosu.